# 穆代尔
穆代尔（法語：Moudeyres，法語發音：[mudɛʁ]）是法国上卢瓦尔省的一个市镇，属于勒皮区。

## 地理
穆代尔（44°57'18"N, 4°6'0"E）面积9.25 平方千米，位于法国奥弗涅-罗讷-阿尔卑斯大区上盧瓦爾省，该省份为法国中南部省份，北起多姆山省和卢瓦尔省，西接康塔爾省，南至洛泽尔省，东临阿尔代什省。
与穆代尔接壤的市镇（或旧市镇、城区）包括：莱塞斯塔布勒、弗雷斯内拉图尔、洛索讷、圣弗龙。

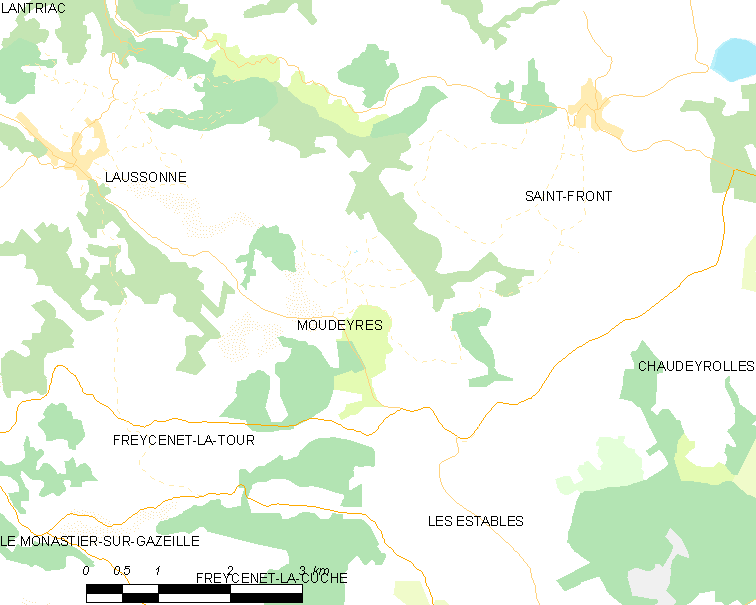
穆代尔的OSM定位图

穆代尔的时区为UTC+01:00、UTC+02:00（夏令时）。

## 行政
穆代尔的邮政编码为43150，INSEE市镇编码为43144。

## 政治
穆代尔所属的省级选区为梅藏县。

## 人口

1962-2008年间穆代尔人口变化图示

穆代尔于2022年1月1日时的人口数量为108人。